# Tân Đức, Đầm Dơi
Tân Đức là một xã cũ thuộc huyện Đầm Dơi, tỉnh Cà Mau, Việt Nam.

## Địa lý
Xã Tân Đức nằm ở phía đông bắc huyện Đầm Dơi, có vị trí địa lý:
- Phía đông giáp xã Tân Thuận
- Phía tây giáp xã Tạ An Khương Đông và xã Tạ An Khương Nam
- Phía nam giáp xã Tân Dân và xã Tân Tiến
- Phía bắc giáp xã Tạ An Khương Đông và tỉnh Bạc Liêu.

Xã Tân Đức có diện tích 63,05 km², dân số năm 2022 là 15.790 người, mật độ dân số đạt 250 người/km².

## Hành chính
Xã Tân Đức được chia thành 12 ấp: Hòa Đức, Tân An, Tân Bình, Tân Đức, Tân Đức A, Tân Hiệp, Tân Hiệp Lợi A, Tân Hiệp Lợi B, Tân Phước, Tân Thành Lập, Thuận Hòa, Thuận Lợi.

## Lịch sử
Ngày 25 tháng 7 năm 1979, Hội đồng Chính phủ ban hành Quyết định số 275-CP về việc thành lập xã Tân Đức thuộc huyện Ngọc Hiển trên cơ sở một phần của xã Tân Thuận.
Ngày 17 tháng 12 năm 1984, Hội đồng Bộ trưởng ban hành Quyết định số 168-HĐBT về việc đổi tên huyện Ngọc Hiển thành huyện Đầm Dơi. Khi đó, xã Tân Đức thuộc huyện Đầm Dơi.
Ngày 6 tháng 11 năm 1996, Quốc hội ban hành Nghị quyết về việc chia tỉnh Minh Hải thành tỉnh Bạc Liêu và tỉnh Cà Mau. Khi đó, xã Tân Đức thuộc huyện Đầm Dơi, tỉnh Cà Mau.

## Giao thông
Giao thông nơi đây chủ yếu là đường thủy việc đi lại của người dân hết sức khó khăn. Đặc biệt là vào mùa nước cạn.